# Real Me
Real Me (Mi verdadero yo en español) es el segundo episodio de la quinta temporada de Buffy the Vampire Slayer.

## Argumento
Giles y Buffy están practicando ejercicios de meditación. Buffy lo está haciendo bien hasta que Dawn lo estropea. Dawn escribe en su diario que no le gusta ser la hermana de la Cazadora porque vive a su sombra. Buffy tiene que entrenar pero Joyce le recuerda que necesita que cuide de Dawn ese día.
Giles recoge a las muchachas en un deportivo rojo. Van al centro y se dirigen hacia la tienda de magia, donde se encuentran con Willow y Tara. Buffy le dice a Willow que va a estar entrenando y que no irá a clase de arte dramático con ella. En la tienda de magia descubren al dueño asesinado. Buffy obliga a Dawn a salir mientras investigan. En el callejón, un hombre medio loco le dice a Dawn que no pertenece a este mundo. Luego sale Tara y se sienta con Dawn, pero esta no le dice nada sobre el extraño hombre. Parece que Tara y Dawn se llevan bien. Dentro, Willow descubre que han robado muchos libros, incluyendo uno sobre la Cazadora. También ha desaparecido un unicornio. A Giles le interesan los libros de cuentas del negocio. Al parecer los secuaces de Harmony son los responsables de todo.
Joyce necesita que alguien cuide de Dawn mientras Buffy sale a patrullar y piensa en Xander. Dawn no tiene ningún problema porque le gusta Xander, pero este llega con Anya. Tara comenta con Willow que está preocupada porque Dawn se siente apartada, que ella sabe cómo es eso, pero su novia le asegura que forma parte de la pandilla, que es uno de los buenos. Durante la patrulla Buffy se queja de la conducta de Dawn. Riley le recuerda que es sólo una niña.
En casa Dawn juega con sus niñeras cuando una piedra con una nota atada atraviesa la ventana. La nota dice «Cazadora, sal y muere», con un smiley. Xander informa a Harmony que Buffy no está en casa. El chico se mete con ella y cuando esta le replica Dawn dice algo que constituye una invitación para Harmony, quien no duda en entrar y atacar a Xander. Consiguen librarse de Harmony pero cuando Buffy se entera de lo ocurrido se enfada mucho.
Harmony y su banda se encuentran con Spike. Éste se divierte a costa de Harmony, sobre todo cuando ella le dice que matará a Buffy. Spike comenta que hará una tontería como secuestrar a uno de los amigos de Buffy para usarlo como cebo.
Buffy sigue enfadada con Dawn y hablando con sus amigos les dice que conseguirá que los maten a todos. Por desgracia Dawn lo oye y se escapa. Anya intenta detenerla, pero los secuaces de Harmony la golpean y secuestran a Dawn. Buffy va tras ellos.
Harmony tiene a Dawn encadenada en su escondite. Sus secuaces se la quieren comer, pero la vampiresa dice que eso no forma parte del plan. Buffy va a buscar a Spike y le golpea para que le diga dónde se esconde Harmony. Mientras, los secuaces de Harmony se rebelan. En ese momento llega Buffy, lucha contra los vampiros y rescata a Dawn.
Giles compra la tienda de magia. Dawn se sienta y escribe en su diario mientras Giles y Buffy comprueban la parte de atrás. Buffy regresa para decirle a Dawn que no rompa nada, no toque nada y ni siquiera se mueva.

## Reparto

### Personajes principales
- Sarah Michelle Gellar como Buffy Summers.
- Nicholas Brendon como Xander Harris.
- Alyson Hannigan como Willow Rosenberg.
- Marc Blucas como Riley Finn.
- Michelle Trachtenberg como Dawn Summers.
- Emma Caulfield como Anya Jenkins.
- James Marsters como Spike.
- Anthony Stewart Head como Rupert Giles.

### Apariciones especiales
- Amber Benson como Tara Maclay.
- Kristine Sutherland como Joyce Summers.
- Mercedes McNab como Harmony Kendall.
- Bob Morrisey como Hombre desequilibrado #1.

### Personajes secundarios
- Brian Turk como Mort.
- Chaney Kley como Brad.
- Faith S. Abrahams como Peaches.
- Tom Lenk como Cyrus.

## Producción

### Dawn
Cuando se realizaban las pruebas para el papel de Dawn, Sarah Michelle Gellar sugirió que probaran con Michelle Trachtenberg. Dawn fue concebida originalmente como un personaje de 12 años,[cita requerida] pero después de ver a Trachtenberg se decidieron por elevar su edad a 14. Aunque, los primeros guiones están preparados para una niña de 12 años. Antes de pasar por las pruebas, la actriz, una aficionada a la serie, escribió una carta a Joss Whedon sugiriéndole cómo podría integrarse en Buffy.[cita requerida]
El escritor David Fury dijo que le dieron «libertad para desarrollar a Dawn» ya que su trasfondo era completamente desconocido. Empezó estableciendo su relación con otros personajes, como Willow Rosenberg que es para Dawn Summers su «Tía favorita,» y añadiéndole algunas historias adicionales - aunque no apareciendo necesariamente en el guion final - «añadidas al personaje en futuros episodios.»

### Música
- Edvard Grieg - «Holberg Suite Preludio»

## Continuidad
Aquí se presentan los hechos que o bien influyen en la quinta temporada exclusivamente, o bien que viniendo de episodios anteriores influyen en este. Y por último, acontecimientos que ocurren en este episodio que influyen en las demás temporadas o en alguna otra temporada.

### Para la quinta temporada
- Un hombre claramente desequilibrado le dice a Dawn, cuando la encuentra fuera de la tienda de magia sola que «sabe que no pertenece a ese mundo.»

### Para todas o las demás temporadas
- Giles decide comprar la tienda de magia conocida en español como La caja mágica.
- Dawn Summers, como se predijo en La chica de este año y en Inquietud es introducida en este episodio como la hermana menor de Buffy Summers.

### Para los cómics u otra de las series del buffyverso
- En la temporada ocho en cómic el enamoramiento de Dawn por Xander Harris llega a su resolución.